# Out on the Tiles
Out on the Tiles is een nummer van de Engelse rockband Led Zeppelin. Het is het vijfde nummer van hun derde studioalbum Led Zeppelin III uit 1970. Het werd in Nederland uitgegeven als B-kant van de single "Bron-Y-Aur Stomp". In Japan werd het nummer door een fout als B-kant van de single "Immigrant Song" uitgebracht, in plaats van "Hey, Hey, What Can I Do".

## Achtergrond
Drummer John Bonham had het vaak over: "Going out on the tiles", (‘n avondje stappen in de stad). Hij bedacht de riff die door het nummer heen loopt en gitarist Jimmy Page schreef het nummer rondom de riff en de uitdrukking van Bonham.
Tijdens een interview dat Page gaf aan het muziektijdschrift Guitar World in 1993, zei hij:
Page:

John (Bonham) deed vaak van dat soort "rap dingetjes". Hij werd gewoon dronken en begon dan dingen te zingen, vergelijkbaar met wat je aan het begin van "The Ocean" hoort. Dan begon hij te stampen met zijn handen en voeten. Ik denk dat hij oorspronkelijk zong over het drinken van pinten bier. Zoiets als: "Nu voel ik me beter omdat ik lekker op stap ben". 

## Andere versie
In 2014 verscheen de geremasterde heruitgave van het album Led Zeppelin III, waarop "Out on the Tiles" als instrumentale versie verscheen onder de titel "Bathroom Sound".

## Live-uitvoeringen
"Out on the Tiles" is slechts twee maal in zijn geheel live gespeeld door de band. Op 4 september 1970 in The Forum in Inglewood (Californië), en op 19 september 1970 in Madison Square Garden in New York. Deze optredens waren onderdeel van de concerttour door de Verenigde Staten en Canada (10 augustus - 19 september 1970).
Vanaf 1971 tot 1973 werd "Out on the Tiles" gebruikt als intro voor het nummer "Black Dog"
en in 1977 tijdens de concerttour door de VS en Canada, als intro voor het nummer "Moby Dick".

### Andere live-versie
Jimmy Page speelde het nummer samen met de Amerikaanse rockband The Black Crowes tijdens hun gezamenlijke tournee in 1999. Een liveversie daarvan is in 2000 verschenen op het livealbum "Live at the Greek".

## Cover-versies
Out on the Tiles is door diverse artiesten gecoverd. De bekendste zijn:

| Artiest                       | Album                                                   | Jaar |
| ----------------------------- | ------------------------------------------------------- | ---- |
| Toxik                         | Think This                                              | 1989 |
| Blind Melon                   | Encomium-A Tribute to Led Zeppelin                      | 1995 |
| Coalesce                      | There is Nothing New under the Sun                      | 1999 |
| Jimmy Page & The Black Crowes | Live at the Greek                                       | 2000 |
| Megadeth                      | United Abominations (als bonustrack op Japanse uitgave) | 2007 |
| Stefan Pasborg                | Free Moby Dick                                          | 2012 |